# Dacia Duster
O Dacia Duster ou Renault Duster é o primeiro crossover fabricado pela marca romena Dacia e foi oficialmente exibido na edição de 2009 do Salão de Genebra.
Cogita-se que este protótipo sirva de base para um crossover, em desenvolvimento pela aliança Renault-Nissan, que nos diferentes mercados, poderá utilizar a marca Dacia, Renault ou Nissan.
Em 2017, a Renault/Dacia Duster recebe evoluções de design, acabamento, conectividade e ajustes nos motores. Com a Duster, a Renault conquistou 36,1% de participação no segmento de SUV/crossover no Brasil.

## Teste de segurança doLatin NCAP
A versão da Renault do veículo foi testado em agosto de 2021, recebendo nenhuma estrela, sendo 29% para motorista, 23% para as crianças, 51% para pedestres vulneráveis e 35% em sistemas de segurança.
O veículo contém Airbag Frontal para motorista e passageiro, protensores no cinto para motorista e passageiro, lembrete do cinto de segurança para motorista e passageiro, e também contém isofix. O Duster não contém nenhum airbag lateral, nem como opcional.

## Galeria

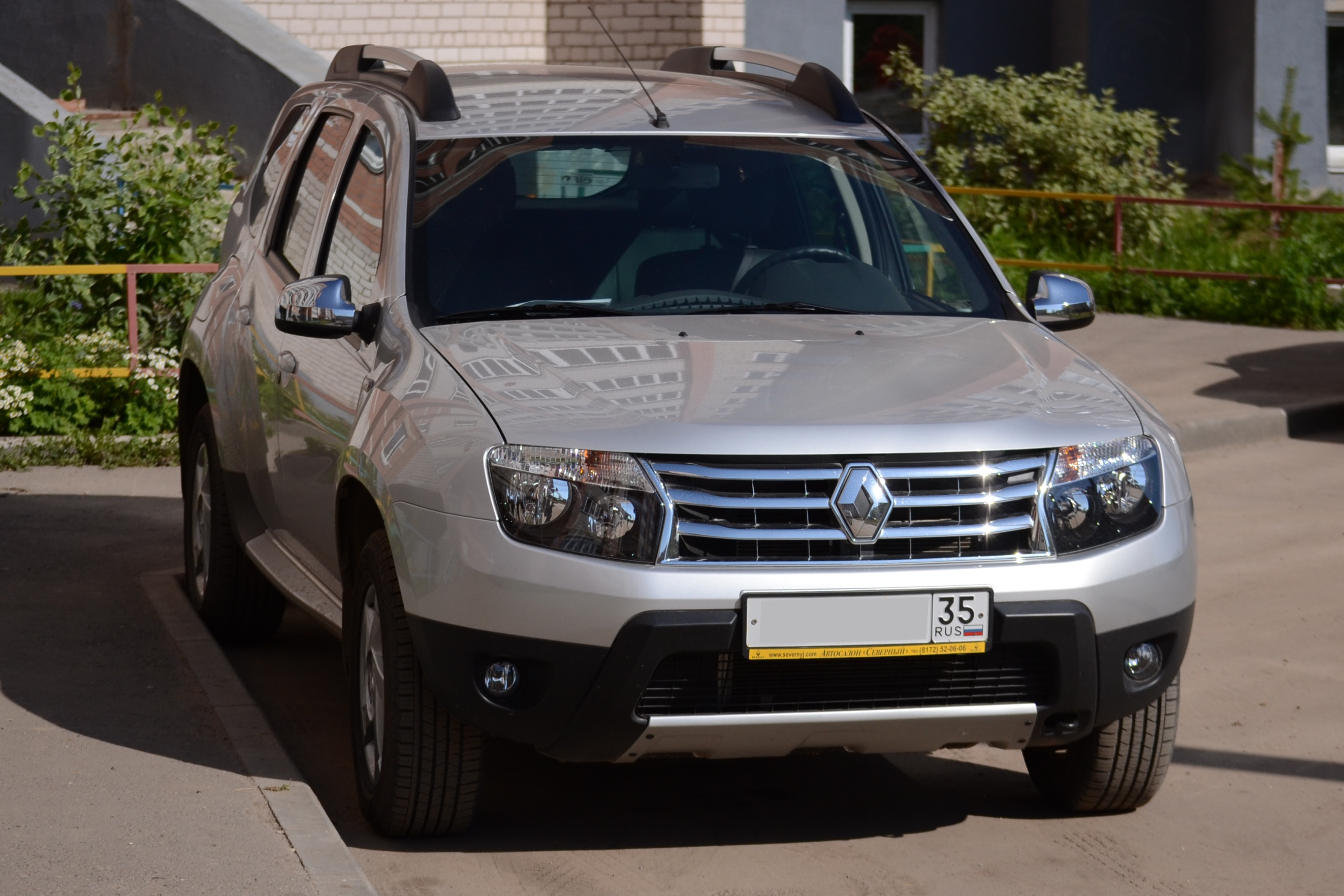
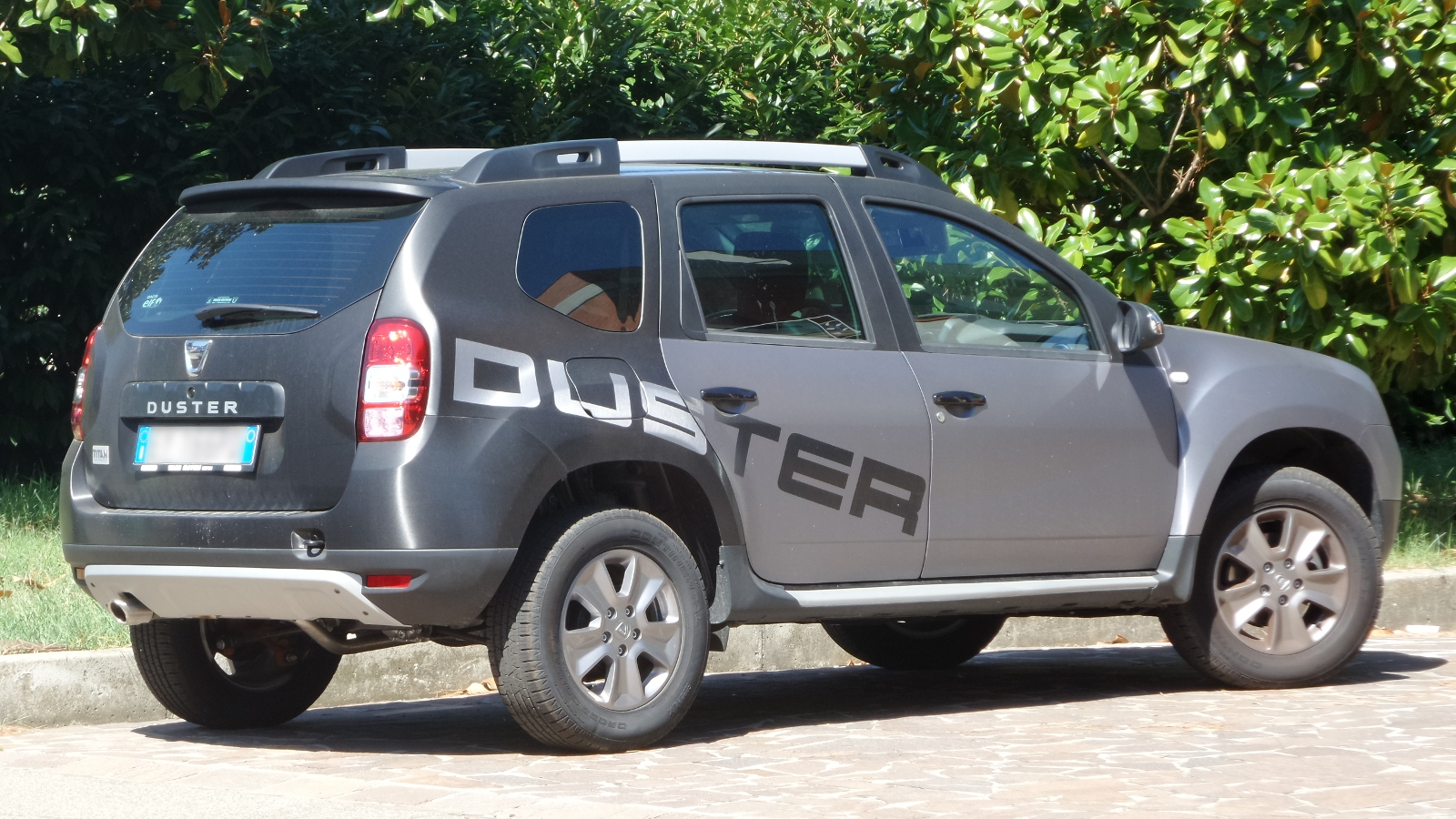
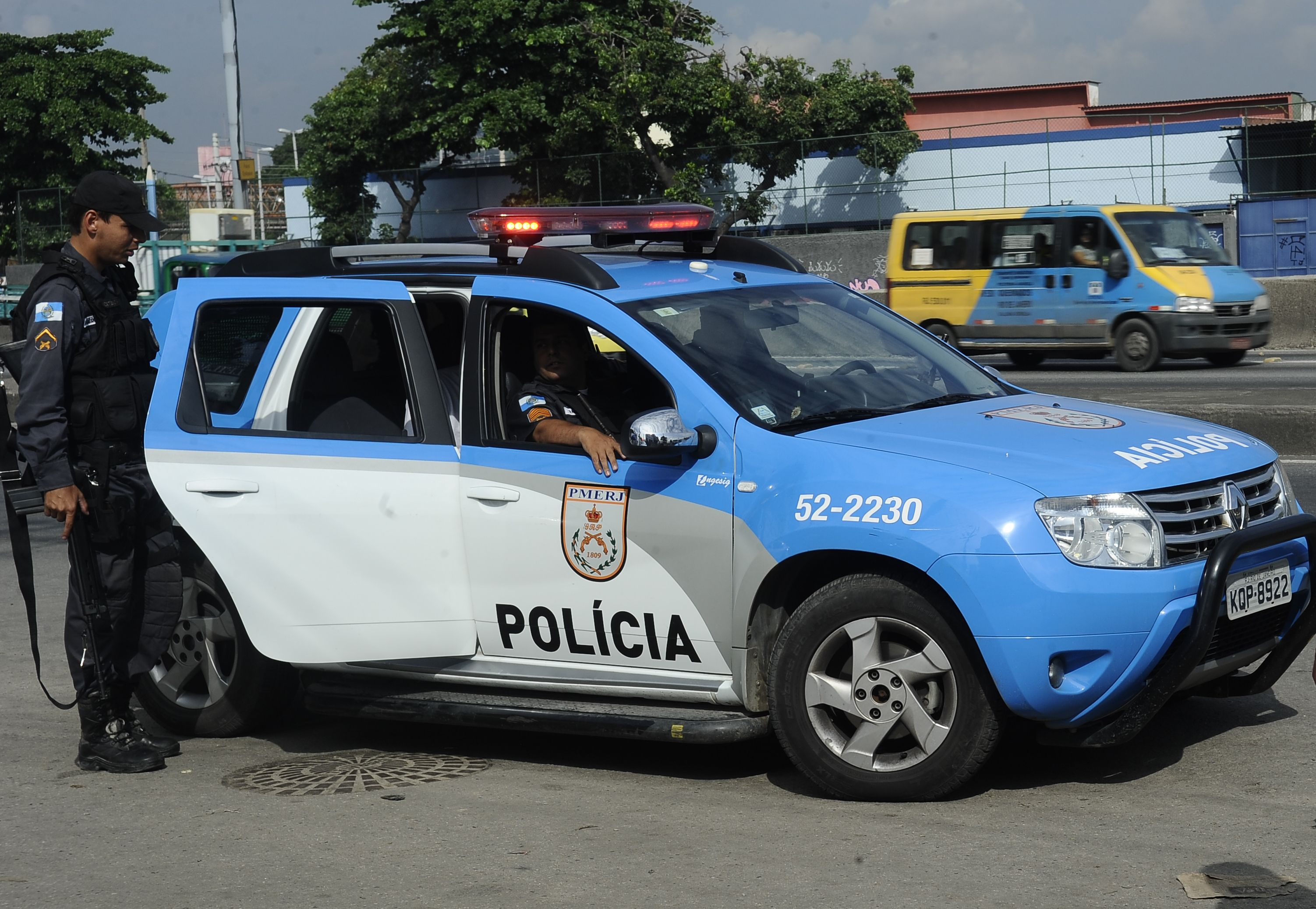
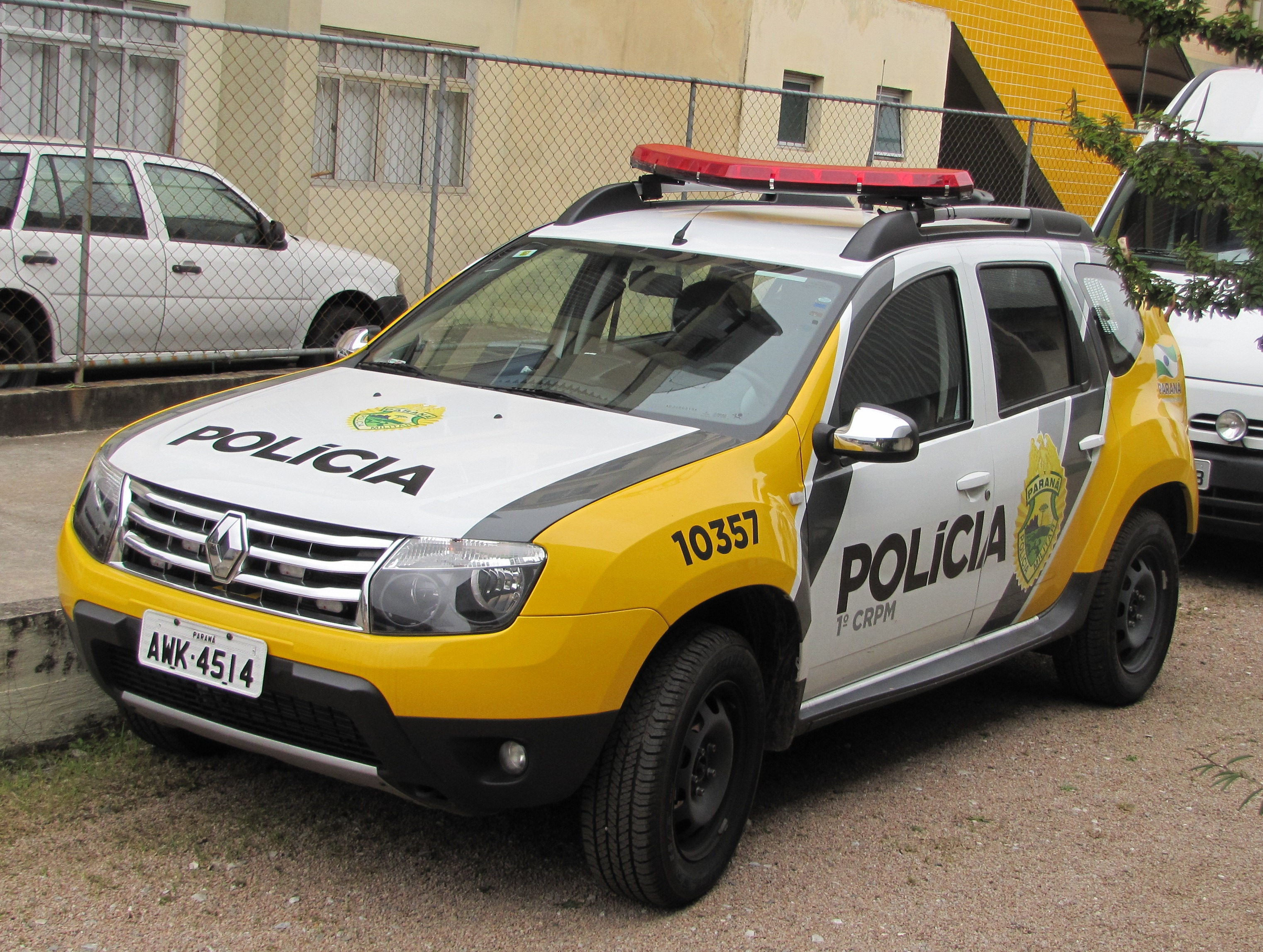
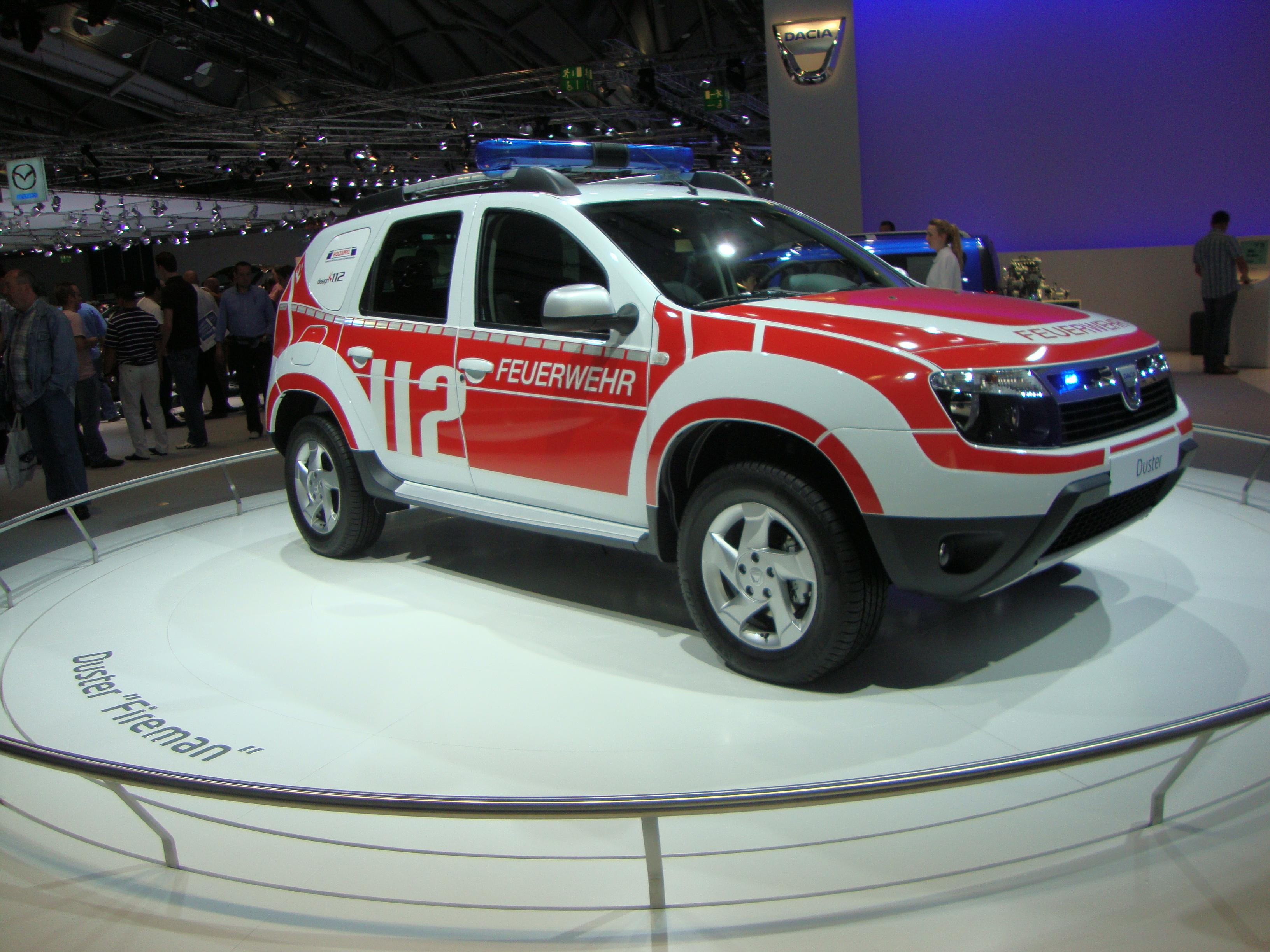
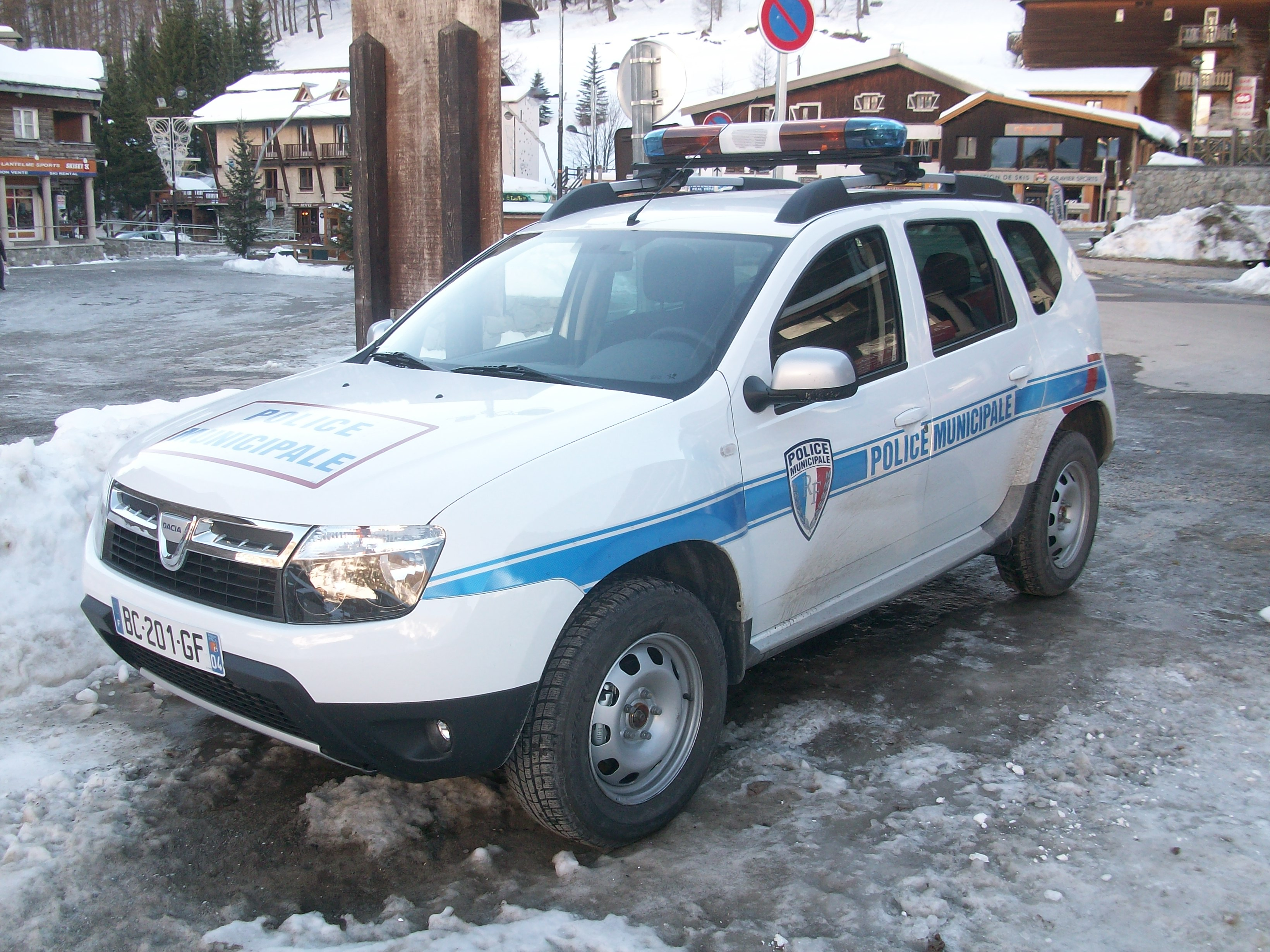
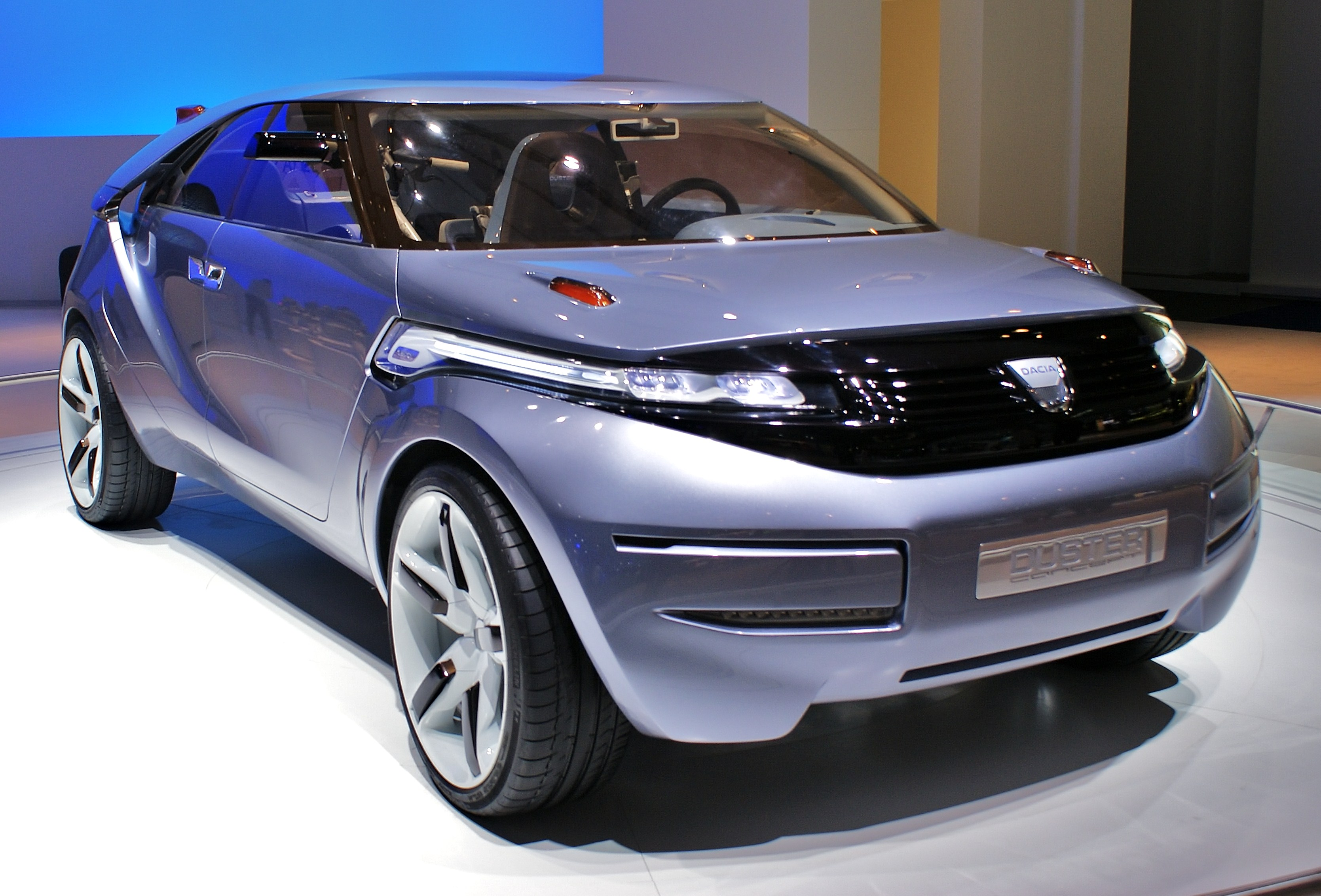
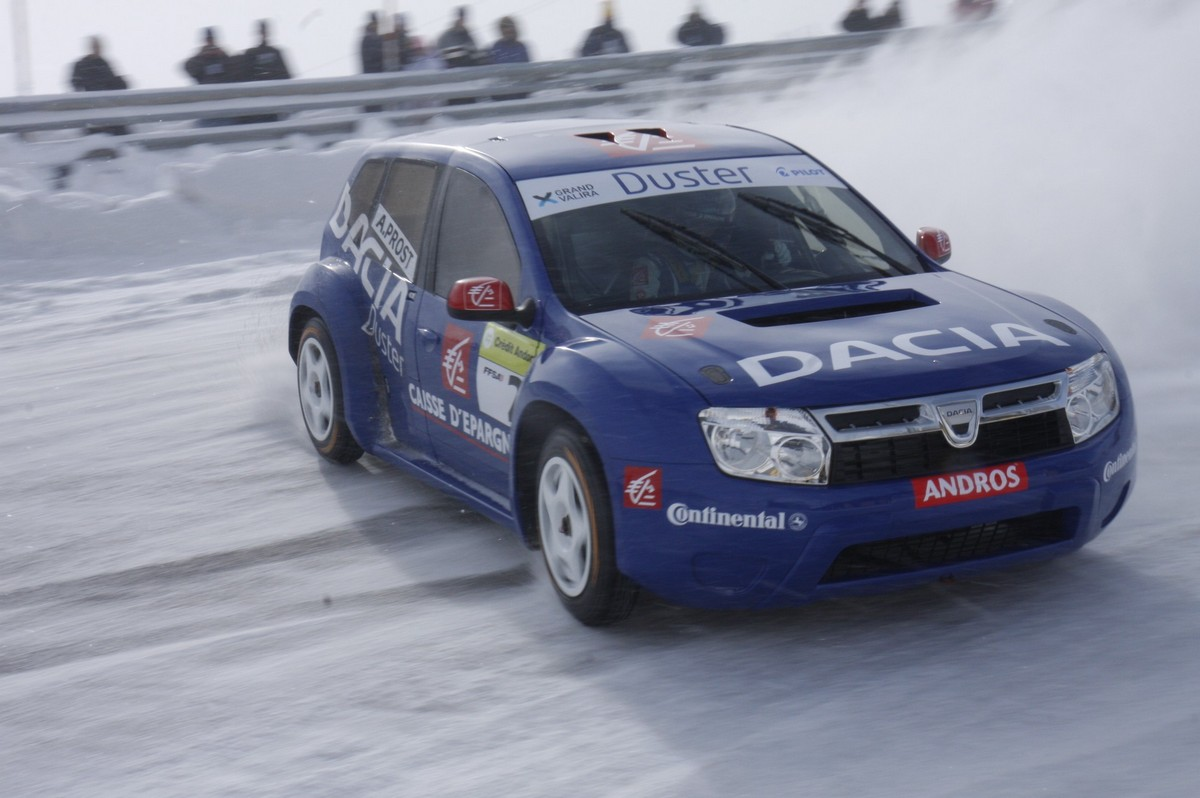